# Domérat-Montluçon-Nord-Ouest (tổng)
Tổng Domérat-Montluçon-Nord-Ouest là một tổng ở tỉnh Allier trong vùng Auvergne-Rhône-Alpes.

## Hành chính
| Giai đoạn | Ủy viên     | Đảng | Tư cách                |
| --------- | ----------- | ---- | ---------------------- |
| 2004-2010 | Marc Malbet | PS   | Thị trưởng của Domérat |

## Các đơn vị cấp dưới
Tổng Domérat-Montluçon-Nord-Ouest gồm 2 xã với dân số là 12 041 người (điều tra năm 1999, dân số không tính trùng)
| Xã        | Dân số    | Mã bưu chính | Mã insee |
| --------- | --------- | ------------ | -------- |
| Domérat   | 8 812     | 3410         | 03101    |
| Montluçon | 3 329 (1) | 3100         | 03185    |

(1) một phần của xã

## Biến động dân số
| 1962                                                     | 1968 | 1975 | 1982 | 1990   | 1999   |
| -------------------------------------------------------- | ---- | ---- | ---- | ------ | ------ |
| -                                                        | -    | -    | -    | 13 011 | 12 041 |
| Nombre retenu à partir de 1962 : dân số không tính trùng |      |      |      |        |        |